# Douglas DF
El Douglas DF fue un hidrocanoa comercial construido por la Douglas Aircraft Company y que voló por primera vez el 24 de septiembre de 1936.

## Diseño y desarrollo
Podía acomodar 32 pasajeros, o 16 en literas, y fue el último hidrocanoa construido por la compañía. De ala alta y bimotor, tenía flotadores alares retráctiles. La zona de los pasajeros estaba en el piso inferior, distribuida en cuatro cabinas donde se disponían ocho asientos o cuatro literas. Cada cabina tenía cuatro ventanas, mesas plegables y existía un pasillo central que las comunicaba. En la cabina de vuelo estaban los dos pilotos (el avión disponía de doble mando) y el mecánico de vuelo. A pesar de demostrar un manejo y prestaciones aceptables dentro de las especificaciones de diseño, la compañía obtuvo permisos de exportación, al no preverse pedidos comerciales (se habían construido con la idea de ofrecerlos a la compañía aérea Pan American Airways (PAA), que no mostró interés) y afrontar la lnexistencia de un mercado doméstico para aviones ya construidos. Los dos primeros aviones fueron vendidos a Japón, ostensiblemente para su uso por aerolíneas comerciales (concretamente, Dai Nihon Kōkū, que los matriculó J-ANES y J-ANET), pero en realidad fueron utilizados por la Armada japonesa. Un ejemplar fue trasferido a la empresa Kawanishi, fue desmontado, se le aplicó ingeniería inversa y formó la base para el desarrollo del Kawanishi H8K. El segundo, se perdió en un vuelo de rescate en 1938. El segundo par de producción fue vendido (como DF-195) a la Unión Soviética, y tras acondicionarlos para las condiciones invernales, fueron desmontados y transportados a Rusia por barco a donde llegaron en la primavera de 1937; en un principio fueron trasladados a Sebastopol y evaluados exhaustivamente por la GVF (Administración de la Aviación Civil), tanto sus características de vuelo como su diseño y destinados posteriormente con los numerales H205 y H206 a la Administración de Aviación Polar del Glavsevmorput donde fueron operados como transportes en Siberia a partir de julio de 1937, para más tarde, en abril de 1941 ser traspasados a la flota de Aeroflot. En abril de 1944, solo el H206 estaba en servicio, sobrevivió a la guerra y en 1946 continuaba volando desconociéndose la fecha de su baja definitiva.

## Variantes
DF-151
Hidrocanoa bimotor de pasaje, dos construidos (un prototipo y uno de serie)
HXD-1 / HXD-2 (Hidroavión experimental tipo D de la Armada)
Designación dada por la Armada Imperial japonesa a los DF-151
DF-195
Variante vendida a la Unión Soviética, dos construidos

## Operadores
Japón
- Dai Nihon Kōkū

 Servicio Aéreo de la Armada Imperial Japonesa
 Unión Soviética
- Glavsevmorput (1937-1941)
- Aeroflot (1941-1946)

## Especificaciones
Referencia datos:  y

### Características generales
- Tripulación: 3
- Capacidad: 32 pasajeros (16 literas)
- Longitud: 21,3 m
- Envergadura: 28,86 m
- Altura: 7,47 m
- Superficie alar: 120,31 m²
- Peso vacío: 7854 kg
- Peso cargado: 12 927 kg
- Planta motriz: 2× Motor radial sobrealimentado de 9 cilindros refrigerado por aire Wright SGR-1820G-2.
  - Potencia: 746 kW (1000 HP; 1014 CV) cada uno.

### Rendimiento
- Velocidad nunca excedida (Vne): 286 km/h
- Velocidad crucero (Vc): 257 km/h
- Velocidad de entrada en pérdida (Vs): 96,6 km/h
- Alcance: 5311 km
- Techo de vuelo: 4235 m (13 900 pies)
- Régimen de ascenso: 4,05 m/seg (800 pies/min)